# Hydnobioides pubescens
Hydnobioides pubescens is een keversoort uit de familie Hobartiidae. De wetenschappelijke naam van de soort is voor het eerst geldig gepubliceerd in 1966 door Sen Gupta & Crowson.